# Честерфилд (Тенеси)
Честерфилд (енгл. Chesterfield) насељено је место без административног статуса у америчкој савезној држави Тенеси.

## Демографија
По попису из 2010. године број становника је 469.
| Група             | 2000.    | 2010.       |
| Белци             | 0 (0,0%) | 449 (95,7%) |
| Афроамериканци    | 0 (0,0%) | 10 (2,1%)   |
| Азијати           | 0 (0,0%) | 0 (0,0%)    |
| Хиспаноамериканци | 0 (0,0%) | 9 (1,9%)    |
| Укупно            | 0        | 469         |